# Ak möngülüü aska

Nationaal embleem van Kirgizië

Keurgeuz Respublikaseuneun Mamlekettik Gimni is het volkslied van Kirgizië.
Het lied werd op 18 december 1992, kort na de onafhankelijkheid van de republiek Kirgizië (augustus 1991) uitgeroepen tot nationaal volkslied. Hiermee verving het Azatteukteu keurgeuz enksep turganda, dat sinds 1946 had gediend als volkslied voor de Kirgizische Socialistische Sovjetrepubliek.
Het volkslied gaat als volgt in het Kirgizisch, de transliteratie daarvan en in het Nederlands:
| Kirgizisch | transliteratie | Nederlandse vertaling |
| --- | --- | --- |
| Ак мөңгүлүү аска зоолор, талаалар, Элибиздин жаны менен барабар. Сансыз кылым Ала-Тоосун мекендеп, Сактап келди биздин ата-бабалар. Алгалай бер, кыргыз эл, Азаттыктын жолунда. Өркүндөй бер, өсө бер, Өз тагдырың колунда. Байыртадан бүткөн мүнөз элиме, Досторуна даяр дилин берүүгө. Бул ынтымак эл бирдигин ширетип, Бейкуттукту берет кыргыз жерине. Аткарылып элдин үмүт, тилеги, Желбиреди эркиндиктин желеги. Бизге жеткен ата салтын, мурасын, Ыйык сактап урпактарга берели. | Ak moenkguelueue aska zoolor, talaalar, Elibizdin zhaneu menen barabar. Sanseuz keuleum Ala-Toosun mekendep, Saktap keldi bizdin ata-babalar. Algalai ber, keurgeuz el, Azatteukteun zholunda. Oerkuendoei ber, oesoe ber, Oez tagdeureunk kolunkda. Bayeurtadan buetkoen muenoez elime, Dostoruna dayar dilin berueuegoe. Bul eunteumak el birdigin shiretip, Beikuttuktu beret keurgeuz zherine. Atkareuleup eldin uemuet, tilegi, Zhelbiredi erkindiktin Helegi. Bizge zhetken ata salteun, muraseun, Euyeuk saktap urpaktarga bereli. | Hoge bergen, valleien en velden, zijn ons heilige vaderland. Onze vaders leefden in Ala-Toe, altijd opgeslagen in hun land. Mensen van Kirgizisch afkomst, sta op, En kom op voor vrijheid! Sta op en bloei! Personaliseer uw geluk! Wij staan open voor de eeuwigheid van vrijheid, Vriendschap en eenheid zijn in ons hart. Het land van de Kirgizische mensen, ons vaderland, schijnt in de stralen van de aanvaarding. De dromen van de mensen gaan in vervulling, en de vlag van de vrijheid vliegt over ons heen. Wij zijn de erfenis van onze mannen en zonen in het voordeel van de mensen die ons passeren. |

Onafhankelijke staten: Afghanistan · Armenië · Azerbeidzjan · Bahrein · Bangladesh · Bhutan · Brunei · Cambodja · China · Cyprus · Filipijnen · Georgië · India · Indonesië · Irak · Iran · Israël · Japan · Jemen · Jordanië · Kazachstan · Kirgizië · Koeweit · Laos · Libanon · Maldiven · Maleisië · Mongolië · Myanmar · Nepal · Noord-Korea · Oezbekistan · Oman · Oost-Timor · Pakistan · Qatar · Rusland · Saoedi-Arabië · Singapore · Sri Lanka · Syrië · Tadzjikistan · Thailand · Turkije · Turkmenistan · Verenigde Arabische Emiraten · Vietnam · Zuid-Korea
Niet algemeen erkende landen: Abchazië · Nagorno-Karabach · Palestina · Taiwan · Turkse Republiek Noord-Cyprus · Zuid-Ossetië